# Фофі Геннімата
Фофі Геннімата (грец. Φώφη Γεννηματά; 17 листопада 1964, Абелокіпі, Муніципалітет Афіни, периферія Аттика, Греція — 25 жовтня 2021, Афіни) — грецька політична діячка. З 2015 до її смерті 2021 року — голова Загальногрецького соціалістичного руху (ПАСОК).
Геннімата обіймала безліч посад у різних урядах. У кабінеті Папандреу була заступником міністра охорони здоров'я і заступником міністра освіти.

## Ранні роки і освіта
Народилася в Афінах в родині політика ПАСОК Георгіоса Генніматаса. Закінчила факультет політології та державного управління Афінського університету в 1987 році. Під час навчання в університеті вона була членом соціалістичного студентського союзу.

## Політична кар'єра
З 2001 по 2004 рік була членом центрального комітету ПАСОК, а з 2003 по 2009 рік вона була членом виконавчого бюро та політичної ради партії ПАСОК. Двічі обрана президентом надпрефектур Афіни і Пірей в 2002 і 2006 роках.
Геннімата не була допущена до виборів 2007 року кандидатом від ПАСОК, оскільки Верховний суд постановив, що згідно зі статтею 57 Конституції Греції, посадові особи місцевого самоврядування не можуть балотуватися в депутати, поки їх термін на посаді не закінчиться.
З жовтня 2009 року до вересня 2010 року Геннімата обіймала посаду заступника міністра охорони здоров'я і соціальної солідарності в кабінеті Йоргоса Папандреу, і з вересня 2010 до листопада 2011 року — посаду заступника міністра у справах освіти і релігії в тому ж кабінеті.
2012 року Геннімата була призначена прессекретарем ПАСОК.
Геннімата була обрана головою Загальногрецького соціалістичного руху на десятій конференції, після того як Евангелос Венізелос пішов у відставку з посади лідера за рік до завершення своєї каденції. Вона завоювала лідерство на виборах з 51 % голосів, перемігши Одіссеаса Константінопулоса і Андреаса Ловердоса.
25 жовтня 2021 року померла в шпиталі Евангелісмос від раку молочної залози, на який хворіла з 2008 року.